# 479

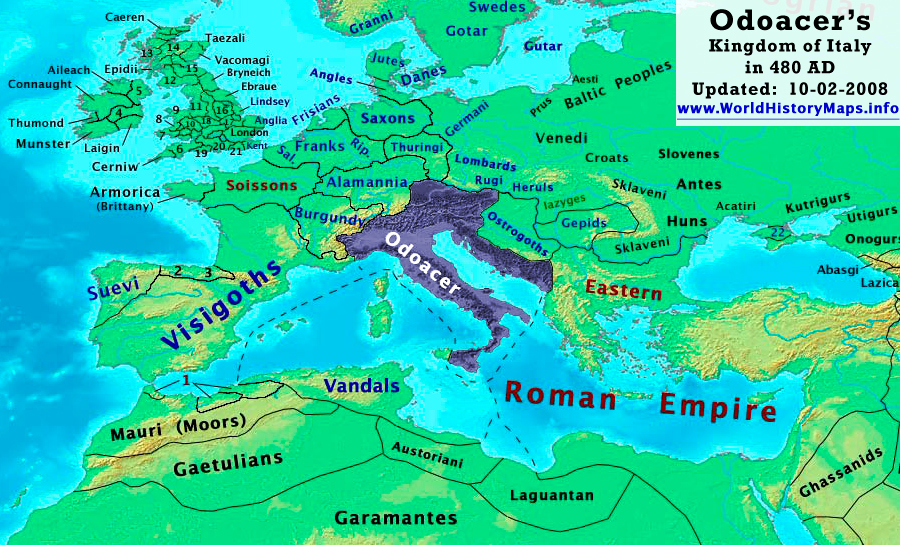
Het "Koninkrijk van Italië" onder Odoaker

Het jaar 479 is het 79e jaar in de 5e eeuw volgens de christelijke jaartelling.

## Gebeurtenissen

### Brittannië
- Ambrosius Aurelianus, leider van de Romano-Britten, komt aan de macht en wordt tot koning uitgeroepen. Hij vestigt zijn residentie in Zuid-Engeland en hervat de oorlog tegen de Angelsaksen. (Volgens de Historia Regum Britanniae)

### Europa
- Tonantius Ferreolus wordt benoemd tot senator van Narbonne (Zuid-Gallië). Hij behartigt de belangen van de Gallo-Romeinse burgers die door de bezetting van de Visigoten worden onderdrukt (zie: 477).

### Balkan
- Koning Theodorik de Grote begint een 4-jarige veldtocht tegen het Byzantijnse Rijk. De Ostrogoten plunderen de Romeinse provincies (Moesië en Thracië) en bedreigen uiteindelijk de hoofdstad Constantinopel.
- Julius Nepos, voormalig keizer van het West-Romeinse Rijk, beraamt in Dalmatië militaire plannen tegen Odoaker, om zo de controle over Italië terug te winnen.

### China
- Het Boek van de Zuidelijke Qi of Nanqishu beschrijft het einde van de Liu Song-dynastie. De 12-jarige keizer Shun Di wordt gedwongen de troon af te staan en wordt later in opdracht door zijn lijfwachten gedood.

## Religie
- Maximianus wordt gekozen tot nieuwe bisschop van Trier.

## Geboren
- Ruan Xiaoxu, Chinese bibliograaf (overleden 536)

## Overleden
- Shun Di, keizer van Liu Song (China)
- Yuryaku, keizer van Japan